# Layvin Kurzawa
Layvin Marc Kurzawa (sinh ngày 4 tháng 9 năm 1992) là một cầu thủ bóng đá chuyên nghiệp người Pháp thi đấu ở vị trí hậu vệ trái cho câu lạc bộ Ligue 1 Paris Saint-Germain.
Anh bắt đầu sự nghiệp tại Monaco năm 2010 và thi đấu 96 trận chính thức cho đội bóng, ghi được tám bàn. Năm 2015, anh chuyển sang thi đấu cho Paris Saint-Germain với giá 23 triệu euro. Năm 2014, Kurzawa có trận đấu ra mắt quốc tế cho ĐTQG Pháp.

### Monaco

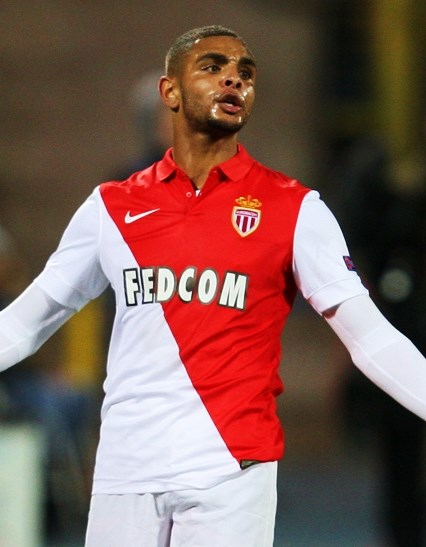
Kurzawa trong màu áo Monaco vào năm 2014

## Sự nghiệp câu lạc bộ

### Paris Saint-Germain
Vào ngày 27 tháng 8 năm 2015, Kurzawa gia nhập nhà vô địch Ligue 1 Paris Saint-Germain với giá 23 triệu euro với bản hợp đồng có thời hạn 5 năm.

## Sự nghiệp quốc tế
Kurzawa có bố là người Guadeloupean  và mẹ là người Ba Lan.
Vào ngày 14 tháng 11 năm 2014, anh ra mắt đội tuyển quốc gia Pháp sau khi vào sân thay cho Lucas Digne trong 20 phút cuối trận hòa giao hữu 1–1 với Albania ở Rennes. Bốn ngày sau đó, anh ấy đã có trận ra sân ngay từ đầu trong trận giao hữu 1–0 trước Thụy Điển ở Marseille, sau đó rời sân để nhường chỗ cho Digne.
Kurzawa đã ghi bàn thắng đầu tiên cho ĐTQG Pháp vào ngày 1 tháng 9 năm 2016, ấn định chiến thắng 3–1 trước ĐTQG Ý trên sân Stadio San Nicola ở Bari.

## Thống kê sự nghiệp

### Quốc tế
Tính đến 25 tháng 3 năm 2019 
| Đội tuyển | Năm       | Số trận | Bàn thắng |
| --------- | --------- | ------- | --------- |
| ĐTQG Pháp | 2014      | 2       | 0         |
| ĐTQG Pháp | 2015      | 0       | 0         |
| ĐTQG Pháp | 2016      | 4       | 1         |
| ĐTQG Pháp | 2017      | 5       | 0         |
| ĐTQG Pháp | 2018      | 0       | 0         |
| ĐTQG Pháp | 2019      | 2       | 0         |
| Tổng cộng | Tổng cộng | 13      | 1         |

#### Bàn thắng quốc tế
| # | Ngày               | Địa điểm                   | Trận thứ | Đối thủ | Ghi bàn | Kết quả | Giải đấu |
| - | ------------------ | -------------------------- | -------- | ------- | ------- | ------- | -------- |
| 1 | 1 tháng 9 năm 2016 | Stadio San Nicola, Bari, Ý | 3        | Ý       | 3–1     | 3–1     | Giao hữu |

## Danh hiệu
Monaco
- Ligue 2: 2012–13[8]

Paris Saint-Germain
- Ligue 1: 2015–16, 2017–18, 2018–19, 2019–20,[9] 2023–24[10]
- Coupe de France: 2015–16, 2016–17, 2017–18,[11] 2019–20,[12] 2023–24[13]
- Coupe de la Ligue: 2015–16, 2016–17, 2017–18, 2019–20
- Trophée des Champions: 2016, 2017, 2018,[14] 2019,[15] 2020[16]

### Cá nhân
- Đội hình tiêu biểu của Ligue 1: 2013–14 [17]